# Alexander Leipold
Alexander Leipold, (* 2. června 1969 v Alzenau, Spolková republika Německo) je bývalý německý zápasník – volnostylař. V roce 2000 získal a vzápětí přišel o zlatou olympijskou medaili pro pozitivní dopingový test.

## Sportovní kariéra
Zápasení se vrcholově věnoval od dětství v Dolních Francích pod vedením Gerharda Weisenbergera. V roce 1988 se v 19 letech stal stabilním členem západoněmecké seniorské reprezentace a zajistil si účast na olympijských hrách v Soulu. V základní skupině skončil na čtvrtém a do bojů o medaile nepostoupil. Obsadil 7. místo.
V roce 1991 získal před domácím publikem titul mistra Evropy. Zlepšenou výkonnost si však do olympijského roku 1992 nepřinesl. Na olympijských hrách v Barceloně nevyhrál jediný zápas ve skupině a skončil v poli poražených. V roce 1994 získal svůj jediný titul mistra světa, v nižší lehké váhové kategorii, než pravidelně zápasil. V roce 1996 startoval na olympijských hrách v Atlantě, ve druhém kole prohrál s pozdějším vítězem Buvajsarem Sajtijevem z Ruska a obsadil celkově 5. místo.
V období po olympijských hrách v Atlantě patřil mezi nejlepší velterové váhy, ale na fenomenálního Sajtijeva nestačil. V roce 2000 udělal maximum aby Sajtijeva porazil na olympijských hrách v Sydney. V přípravě však něco neudělal správně. Po suverénním výkonu získal zlatou olympijskou medaili, kterou záhy musel vrátit pro dopingový nález. V turnaji se paradoxně se Sajtijevem neutkal. Přemožitelem Sajtijeva byl překvapivě Američan Brandon Slay, kterého ve finále jednoznačně porazil. Zlatou olympijskou medaili musel po měsíci vrátit za užití steroidu zvaného nandrolon. Tento steroid sportovcům pomáhá při zvýšené fyzické zátěži se nezranit. Následoval dvouletý zákaz startu, který mu byl po roce zrušen. S právníky dokázal, že látku užil neúmyslně.
V roce 2001 se na podzim na žíněnku vrátil a v 2003 se opět dostal do finále mistrovství Evropy. V létě téhož roku však během tréninkového kempu utrpěl mozkovou příhodu. V olympijském roce 2004 se pokusil o návrat, ale na své páté olympijské hry se nekvalifikoval. Následně ukončil sportovní kariéru. Věnuje se trenérské práci.

## Výsledky
| Turnaj             | 1988  | 1989  | 1990           | 1991           | 1992           | 1993           | 1994           | 1995           | 1996           | 1997           | 1998           | 1999           | 2000           | 2001           | 2002           | 2003           | 2004           |
| Turnaj             | 19    | 20    | 21             | 22             | 23             | 24             | 25             | 26             | 27             | 28             | 29             | 30             | 31             | 32             | 33             | 34             | 35             |
| Turnaj             | lehká | lehká | velterová váha | velterová váha | velterová váha | velterová váha | velterová váha | velterová váha | velterová váha | velterová váha | velterová váha | velterová váha | velterová váha | velterová váha | velterová váha | velterová váha | velterová váha |
| ------------------ | ----- | ----- | -------------- | -------------- | -------------- | -------------- | -------------- | -------------- | -------------- | -------------- | -------------- | -------------- | -------------- | -------------- | -------------- | -------------- | -------------- |
| Olympijské hry     | 7.    |       |                |                | 11.            |                |                |                | 5.             |                |                |                | DQ             |                |                |                | —              |
| Mistrovství světa  |       | 6.    | ?              | 4.             |                | 8.             | 1.             | 2.             |                | 2.             | 3.             | 2.             |                | 19.            | 10.            | —              |                |
| Mistrovství Evropy | 6.    | —     | ?              | 1.             | 4.             | —              | 3.             | 1.             | 5.             | 2.             | 1.             | 3.             | —              | —              | 6.             | 2.             | 9.             |